# ألكسندر بيليتشا
ألكسندر بيليتشا (بالهولندية: Aleksandar Bjelica)‏ (7 يونيو 1994 بفرباس في صربيا - ) هو لاعب كرة قدم هولندي في مركز الدفاع. لعب مع بي إي سي زفوله وسبارتا روتردام وكيه في ميخيلين ونادي أوترخت وهيلموند سبورت.

## وصلات خارجية
- ألكسندر بيليتشا على موقع الاتحاد الأوربي (الإنجليزية)
- ألكسندر بيليتشا على موقع قاعدة بيانات كرة القدم.إي يو (الإنجليزية)
- ألكسندر بيليتشا على موقع بيانات كرة القدم. دي إي (الألمانية)
- ألكسندر بيليتشا على موقع Soccerbase.com (لاعب) (الإنجليزية)
- ألكسندر بيليتشا على موقع Soccerway.com (الإنجليزية)
- ألكسندر بيليتشا على موقع عالم كرة القدم.نت (الإنجليزية)